# Nasdaq-100

NASDAQ-100

NASDAQ 100 este un indice bursier ce cuprinde cele mai mari companii ne-financiare care sunt listate la bursa americană NASDAQ. Indicele a fost lansat la data de 31 ianuarie 1985. Indicele cuprinde 100 cele mai mari companii după capitalizare, titlurile de valoare ale cărora sunt obiectul tranzacțiilor la bursa NASDAQ. Companiile, care nu mai corespund criteriilor de includere în Nasdaq 100, sunt înlocuite cu companii noi o dată pe an în a treia săptămână a lunii decembrie.

## Istoria
Indicele își începe istoria în anul 1985, când concomitent au fost introduși 2 noi indici: NASDAQ-100 și NASDAQ Financial-100. Primul indice a fost constituit din companii industriale de înaltă performanță, al doilea – din companii financiare. Inițial baza indicelui a constituit 250 puncte.
În anul 1998 a fost permisă includerea în indice a companiilor străine. Inițial cerințele către ele erau dure, dar din anul 2002 ele au fost slăbite.
Nivelul maxim istoric, mai mult de 4700 puncte, a fost atins în anul 2000 pe fundalul dotcom.
Conform situației pentru anul 2021, 57% din NASDAQ 100 sunt constituite din companii tehnologice. Următorul sector după mărime este constituit din servicii de consum cu 21,99%. Sănătatea publică constituie 7,08% din NASDAQ 100, iar companiile ce se ocupă de mărfuri de consum constituie 6,14% din NASDAQ 100, iar companiile industriale constituie 5,92%. 

## Instrumente de comercializare, bazate pe NASDAQ-100
La bursa NASDAQ cu ticker-ul QQQ negociază un fond al cărui structură este similară indicelui NASDAQ-100, și cu o înaltă precizie repetă dinamica sa.